# Exploits
Exploits – kanadyjska rzeka w prowincji Nowa Fundlandia i Labrador. Przepływa przez Dolinę Exploits w centralnej części wyspy Nowa Fundlandia.
246-kilometrowa rzeka jest najdłuższą rzeką na wyspie o powierzchni dorzecza 11.000 km² i jest drugą pod względem długości w prowincji po Churchill.
Rzeka wypływa z Jeziora Red Indian jako swego punktu początkowego i wpływa do zatoki Exploits niedaleko portowego miasta Botwood.
Rzeka Exploits zapewnia schronienie dla tarła łososia atlantyckiego i innych gatunków ryb. Populacja łososia wzrosła dramatycznie gdy zostały zainstalowane przepławki dla ryb i otwarto odcinki rzeki, które były wcześniej niedostępne.